# Daniel Guichard
 (novembre 2023).
Si vous disposez d'ouvrages ou d'articles de référence ou si vous connaissez des sites web de qualité traitant du thème abordé ici, merci de compléter l'article en donnant les références utiles à sa vérifiabilité et en les liant à la section « Notes et références ».
Pour les articles homonymes, voir Guichard.
Daniel Guichard est un auteur-compositeur-interprète et producteur français, né le 21 novembre 1948 à Paris.
Il est connu pour des chansons comme La Tendresse, Le Gitan ou encore Mon vieux.

## Biographie
Daniel Guichard est né à Paris le 21 novembre 1948, d’un père breton  Henri Guichard (1918-1964) soudeur en usine et d’une mère à la triple origine russe, polonaise et ukrainienne Elvira Bakon (1923-2008).
Grandissant dans le quartier des Halles, Daniel perd son père à l’âge de quinze ans.
Peu intéressé par les études, il quitte le lycée en première et part travailler aux Halles de Paris, où il décharge des fromages. Désireux d'être chanteur avant tout, il passe des auditions dans plusieurs maisons de disques pour finir avec un contrat chez Barclay. 
Ce contrat ne lui permet pas de vivre, alors il commence par travailler au stock de chez Barclay, puis il se produit le soir, après le travail, dans des cabarets de Montmartre ou de Saint-Germain-des-Prés accompagné d’un accordéoniste en interprétant ses premières chansons ainsi que des chansons d’Aristide Bruant sur lesquelles son accent « parigot » fait merveille. Les premières années de carrière de Daniel Guichard sont assez discrètes : il enregistre des disques à partir de 1967 (no 1, C’est parc’que j’suis né à Panam’, des reprises d'Aristide Bruant...) mais doit se contenter de chanter dans des petites salles ou des cabarets, et n'est révélé qu'au début des années 1970 grâce au succès de La Tendresse.

### 1972: L'Olympia
En 1972, Daniel Guichard monte pour la première fois sur la scène de l'Olympia. 
En 1972 il décroche ses premiers succès avec La Tendresse et Faut pas pleurer comme ça, qui lui permettent de se positionner sur le créneau « viril-mais-charmeur ». La Tendresse, chanson dont la musique a été écrite par Patricia Carli, initialement prévue pour Mireille Mathieu, a été refusée par Johnny Stark, l’impresario de cette dernière. 
Daniel Guichard modifie alors le texte de Jacques Ferrière et la chanson connaît un destin d’exception, s’imposant comme l’un des standards du chanteur et un classique de la chanson française des années 1970.
Il connaît par la suite une série de succès avec Faut pas pleurer comme ça (sur une musique de Christophe), Chanson pour Anna (musique de Pascal Danel), et l'incontournable Mon vieux (1974), dédiée à son père défunt, dont la musique est composée par Jean Ferrat et le premier texte écrit en 1962 par Michelle Senlis, texte que Daniel Guichard modifie quelque peu pour le rendre plus personnel et même véritablement autobiographique en hommage à son père. 
Toujours en 1974, il sort un disque reprenant des chansons d’Édith Piaf, revendiquant au passage son identité de « Parigot ». En 1975 et 1976, il se produit à nouveau à l’Olympia.

### Vedette populaire
Dans la seconde moitié des années 1970, Daniel Guichard poursuit son chemin de chanteur de charme populaire, avec des disques dont les titres parlent d’eux-mêmes quant à leur registre : Je t'aime, tu vois, Je viens pas te parler d’amour, C’est pas facile d’aimer, T’aimer pour la vie, Pour ne plus penser à toi, Le Cœur à l’envers... Il ne néglige pas pour autant la chanson « engagée » avec sa Chanson pour Anna, dédiée à Anne Frank.
Voix grave et pure, cheveux très tôt grisonnants qui lui confèrent son côté mature, Guichard est un chanteur de variétés à l’ancienne, assumant avec sérieux et sans tapage son statut de vedette populaire. L’homme est cependant épris d’indépendance et, en 1974, il se lance dans la production avec le label Kuklos, distribué par Barclay.
En 1981, il travaille dans la distribution, ce qui l’amènera par exemple à distribuer le groupe punk-rock La Souris Déglinguée, comme le souligne plusieurs fois le site rockmadeinfrance.com, rappelant l'éclectisme et l'ouverture d'esprit du chanteur, qui par ailleurs distribue parallèlement Alain Barrière ou Salvatore Adamo.
Ses activités de producteur ne détournent cependant pas Daniel Guichard de la chanson : en 1983, il remporte encore des grands succès avec les chansons Le Gitan (inspirée par sa rencontre avec le boxeur Pierre-Franck Winterstein), Doucement et Le Nez au mur. Il enregistre également des reprises de Maurice Chevalier et Charles Trenet.   
À la même époque, le chanteur participe à l’épopée des radios libres, en montant depuis son jardin une radio pirate dédiée uniquement à la chanson française, Radio Bocal, qui émet 24 heures sur 24 grâce à une équipe largement bénévole.  
Toujours en marge des grands circuits de production et de distribution, le chanteur cultive son indépendance avec constance et en 2012, après 20 ans d'absence, sort un nouvel album intitulé Notre histoire.
Daniel Guichard est également actif sur le terrain humanitaire et organise une tournée de bienfaisance au profit de la recherche contre le cancer, avec les participations bénévoles d’artistes comme Salvatore Adamo ou Richard Cocciante.

### L'Olympia, à nouveau
En novembre 2012, il sort une nouvelle chanson sous le titre Combien de fois disponible en téléchargement légal sur son site officiel. 	
Du 14 au 22 avril 2012, il se produit sur la scène de l'Olympia à Paris, puis à nouveau du 21 au 25 novembre 2018, montrant une fois encore le lien particulier qu'il entretient avec cette salle mythique.

## Décoration
- Chevalier de l'ordre des Arts et des Lettres (2024)[3].

## Vie privée
Daniel Guichard réside à Sauvian, dans l'Hérault.
Il s'est marié en premières noces avec Claudine (dont il a divorcé en 1977), puis avec Michèle, son attachée de presse de l'époque (dont il a divorcé), et ensuite à trois reprises avec Christine Richard (en 1991, 2002 et 2019) qu'il a rencontrée dans un avion entre Karachi (ville du Pakistan) et Pékin.  
Il est le père de sept enfants : 
- Gwenaëlle (née en 1969), Armelle (née en 1974) et Anaël (né en 1976), de son union avec Claudine ;
- Emmanuelle (née en 1984), de son mariage avec Michèle ;
- Gabriel (né en 1989), Joël (né en 1993) et Raphaël (né en 1997), avec Christine sa dernière épouse.

## Discographie

### Albums studio
- 1969 : Le Paname de mes dix ans
- 1973 : La Tendresse
- 1974 : Mon vieux
- 1975 : Daniel Guichard chante Édith Piaf
- 1976 : Je t’aime tu vois
- 1976 : Les chansons que j’aime
- 1976 : Je n'fais rien
- 1977 : À quoi bon chercher?
- 1979 : Je viens pas te parler d’amour
- 1980 : Album 1980
- 1981 : T’aimer pour la vie
- 1981 : Parlez-moi d'amour
- 1983 : Le Gitan
- 1983 : Daniel Guichard chante Maurice Chevalier
- 1983 : Daniel Guichard chante Charles Trenet
- 1984 : J’aimerais
- 1984 : Ballade pour un enfant qui dort
- 1985 : Si quelqu'un
- 1986 : Tournefeuille
- 1989 : Pour elle
- 1991 : Retour
- 1991 : Gamberge
- 2012 : Notre Histoire

## Filmographie

### Cinéma
- 1972 : What a Flash! de Jean-Michel Barjol
- 2014 : Bon Rétablissement !  de Jean Becker : Serge